# Sinh học trong tác phẩm giả tưởng

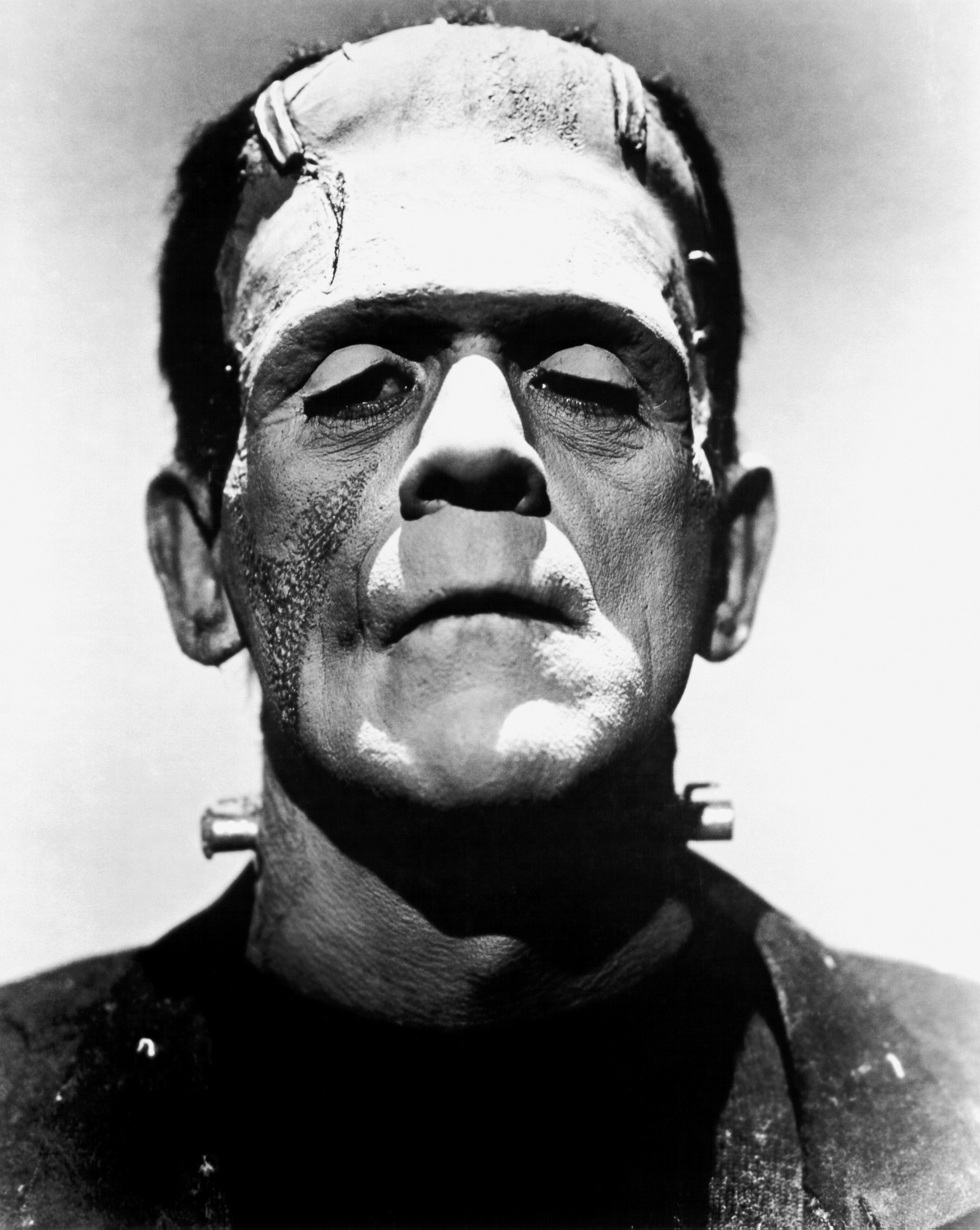
Boris Karloff trong bộ phim Frankenstein năm 1931 của James Whale, dựa trên cuốn tiểu thuyết năm 1818 của Mary Shelley. Con quái vật được tạo ra bởi một thí nghiệm sinh học không chính thống.

Sinh học xuất hiện trong các tác phẩm giả tưởng, đặc biệt không chỉ trong khoa học viễn tưởng, mà cả dưới dạng những khía cạnh thực của khoa học, được sử dụng làm chủ đề hoặc tình tiết cốt truyện (plot device) và dưới dạng các yếu tố hư cấu, bất kể là những phần mở rộng hoặc ứng dụng hư cấu của các lý thuyết sinh học, hoặc thông qua việc phát minh ra các sinh vật hư cấu. Các khía cạnh chính của sinh học được tìm thấy trong tác phẩm giả tưởng bao gồm tiến hóa, bệnh tật, di truyền học, sinh lý học, ký sinh và cộng sinh, tập tính học và sinh thái học.
Phép tiến hóa suy đoán cho phép các tác giả có đủ kỹ năng tạo ra thứ mà nhà phê bình Helen N. Parker gọi là dụ ngôn sinh học, chiếu rọi tình trạng của con người từ góc nhìn của người ngoài hành tinh. Động vật và thực vật ngoài hành tinh hư cấu, đặc biệt là hình người, thường được tạo ra với mục đích giải trí cho con người. Các nhà động vật học như Sam Levin đã nhận định rằng, do bị chọn lọc tự nhiên trên các hành tinh khác điều khiển, người ngoài hành tinh thực sự có thể hơi hướng giống con người ở một mức độ nào đấy.
Những đề tài chính của khoa học viễn tưởng gồm các thông điệp lạc quan hoặc bi quan; Helen N. Parker lưu ý rằng trong tác phẩm sinh học hư cấu, cho đến nay chủ nghĩa bi quan vẫn là góc nhìn chủ đạo. Các tác phẩm đầu tiên như tiểu thuyết của H. G. Wells đã khám phá những hậu quả nghiệt ngã của tiến hóa theo thuyết Darwin, sự cạnh tranh tàn nhẫn và mặt tối của bản chất con người; tương tự Brave New World của Aldous Huxley cũng tỏ ra u ám về tác động của kỹ thuật di truyền.
Sinh học hư cấu cũng cho phép các tác giả khoa học viễn tưởng lớn như Stanley Weinbaum, Isaac Asimov, John Brunner và Ursula Le Guin tạo ra thứ mà Parker gọi là dụ ngôn sinh học, với những miêu tả thuyết phục về thế giới của người ngoài hành tinh có thể hỗ trợ tương đồng sâu sắc với Trái Đất và loài người.

## Khía cạnh sinh học
Những khía cạnh sinh học được tìm thấy trong tác phẩm giả tưởng bao gồm tiến hóa, bệnh tật, sinh thái học, tập tính, di truyền học, sinh lý học, ký sinh trùng và cộng sinh.

### Tiến hóa
Tiến hóa (tính cả tiến hóa suy đoán) là một đề tài quan trọng trong tác phẩm giả tưởng kể từ cuối thế kỷ 19. Tuy nhiên, nó đã bắt đầu trước thời của Charles Darwin, phản ánh tiến hóa định hướng và quan điểm của Lamarck (như trong Lumen năm 1887 của Camille Flammarion) cũng như của Darwin. Thuyết tiến hóa của Darwin phổ biến trong văn học, dù theo hướng lạc quan rằng loài người có thể tiến hóa tới hoàn hảo, hay bi quan về những hậu quả thảm khốc của tương tác giữa bản chất con người và cuộc đấu tranh sinh tồn. Các đề tài khác gồm có thay thế loài người bằng loài khác hoặc bằng trí tuệ nhân tạo.

### Bệnh tật

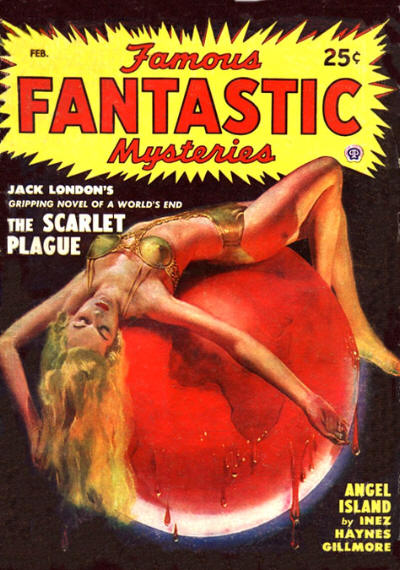
Cuốn The Scarlet Plague năm 1912 của Jack London (tái bản năm 1949) được xuất bản sau một trận dịch bệnh không thể kiểm soát.

Bệnh tật (thực tế và hư cấu) đóng một vai trò quan trọng trong cả văn học và khoa học viễn tưởng, một số như bệnh Huntington và bệnh lao xuất hiện trong nhiều sách và phim ảnh. Đại dịch hạch, chẳng hạn như The Andromeda Strain, là một trong nhiều căn bệnh hư cấu được mô tả trong văn học và phim ảnh đe dọa toàn bộ cuộc sống con người. Khoa học viễn tưởng cũng quan tâm đến những tiến bộ tưởng tượng trong y học. The Economist đề xuất rằng sự phong phú của tác phẩm đề tài tận thế mô tả "loài người gần như bị hủy diệt hoặc tuyệt diệt hoàn toàn" bởi những mối đe dọa bao gồm cả virus chết người tăng lên khi "nỗi sợ hãi và bất an" nói chung (được đo bằng Đồng hồ ngày tận thế) tăng lên.
Bệnh lao là một căn bệnh phổ biến trong thế kỷ 19. Trong văn học Nga, nó xuất hiện trong nhiều tác phẩm lớn. Fyodor Mikhaylovich Dostoyevsky đã nhiều lần sử dụng đề tài về người theo thuyết hư vô bị bệnh lao, với Katerina Ivanovna trong Tội ác và hình phạt; Kirillov trong Demons, và cả Ippolit và Marie trong Chàng ngốc. Turgenev cũng làm điều tương tự với Bazarov trong Father and Sons. Trong văn học Anh thời đại Victoria, các tiểu thuyết lớn về bệnh lao gồm có Dombey and Son năm 1848 của Charles Dickens, North and South năm 1855 của Elizabeth Gaskell, và Eleanor năm 1900 của Humphry Ward.

### Di truyền học
Những khía cạnh của di truyền học gồm có đột biến, lai tạo, nhân bản (như trong Brave New World), kỹ thuật di truyền và thuyết ưu sinh  đã xuất hiện trong tác phẩm giả tưởng từ thế kỷ 19. Di truyền học là một ngành khoa học non trẻ, bắt đầu từ năm 1900 với việc tái khám phá nghiên cứu của Gregor Mendel về di truyền các tính trạng ở cây đậu Hà Lan. Trong thế kỷ 20, nó đã phát triển để tạo ra các ngành khoa học và công nghệ mới bao gồm sinh học phân tử, giải trình tự ADN, nhân bản vô tính và kỹ thuật di truyền. Đạo đức sinh học của việc chỉnh sửa gen con người (và con cháu của họ) được lấy làm trọng tâm phong trào ưu sinh. Kể từ đó, nhiều tiểu thuyết và phim khoa học viễn tưởng đã sử dụng các khía cạnh của di truyền học làm tình tiết cốt truyện, thường đi theo một trong hai lộ trình: một tai nạn di truyền với những hậu quả thảm khốc; hoặc tính khả thi và khao khát một thay đổi di truyền theo kế hoạch. Cách xử lý khoa học trong những câu chuyện này không đồng đều và thường phi thực tế. Bộ phim Gattaca (1997) đã cố gắng miêu tả khoa học một cách chính xác nhưng bị các nhà khoa học chỉ trích. Cuốn tiểu thuyết Công viên kỷ Jura năm 1990 của Michael Crichton miêu tả quá trình nhân bản toàn bộ bộ gen khủng long từ hóa thạch của các loài đã tuyệt chủng hàng triệu năm và việc sử dụng chúng để tái tạo động vật sống, sử dụng những gì đã biết về di truyền học và sinh học phân tử để tạo ra một câu chuyện "giải trí" và "kích thích tư duy".

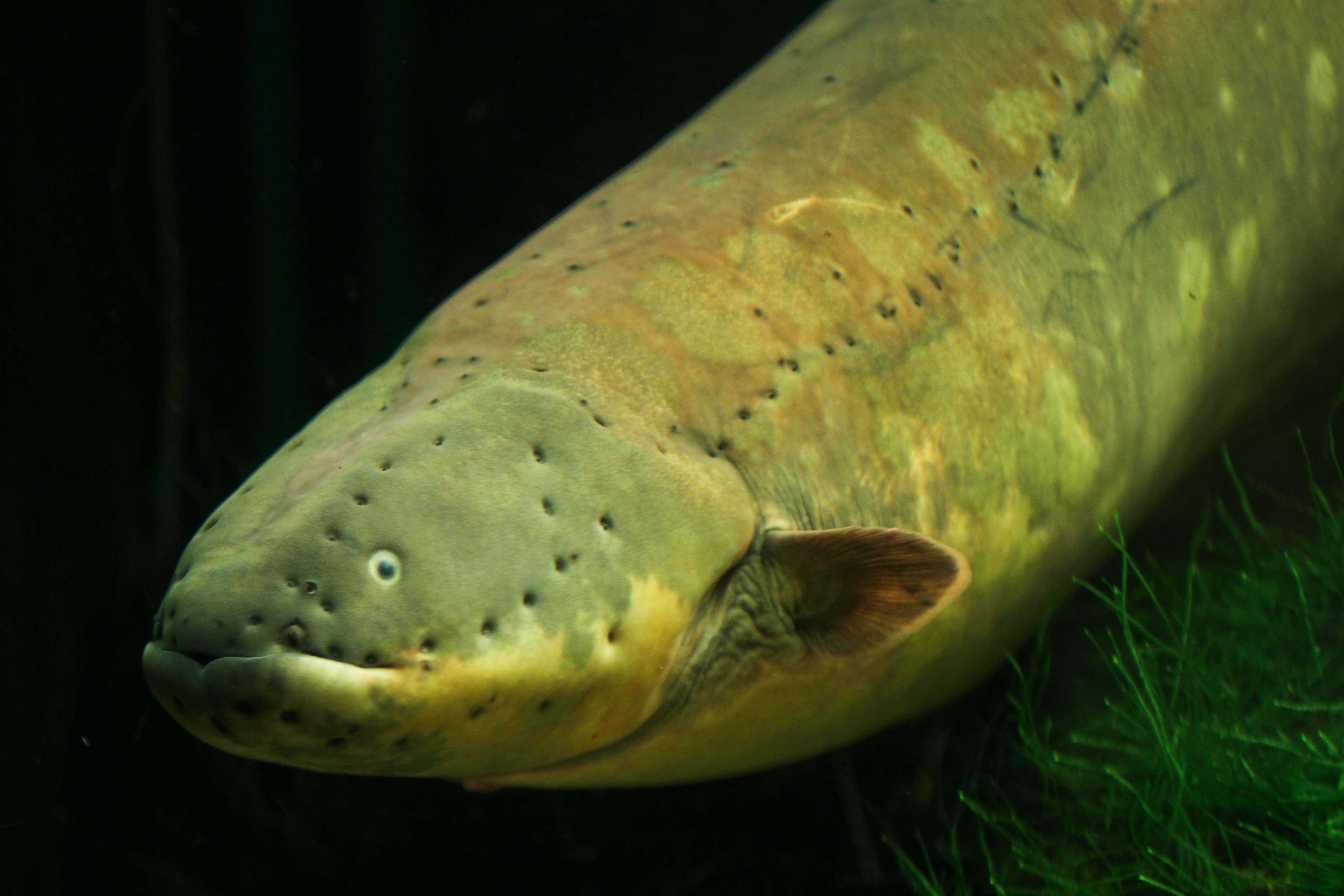
Cuốn tiểu thuyết The Power năm 2016 của Naomi Alderman tưởng tượng rằng phụ nữ có cơ quan điện giống như cơ quan của lươn điện Electrophorus electricus, tạo ra điện trường mạnh với cơ xương bị biến đổi. Các lỗ dọc cơ thể lươn điện là cơ quan đường bên, được sử dụng để phát hiện con mồi bằng cách cảm nhận các tín hiệu từ môi trường.

Việc thiếu hiểu biết khoa học về di truyền trong thế kỷ 19 không ngăn cản các tác phẩm khoa học viễn tưởng như tiểu thuyết Frankenstein năm 1818 của Mary Shelley và The Island of Dr Moreau năm 1896 của H. G. Wells khám phá các chủ đề về thí nghiệm sinh học, đột biến và lai tạo, đi kèm là những hậu quả tai hại của chúng, đặt ra những câu hỏi nghiêm túc về bản chất của con người và trách nhiệm đối với khoa học.

### Sinh lý học
Cảnh sáng tạo trong bộ phim Frankenstein năm 1931 của James Whale cho thấy điện được dùng để làm cho con quái vật sống dậy. Ý tưởng của Shelley về hồi sinh thông qua sốc điện được dựa trên các thí nghiệm sinh lý học của Luigi Galvani, ông lưu ý rằng một cú sốc khiến chân của một con ếch chết co giật. Sốc điện hiện được sử dụng thường xuyên trong máy điều hòa nhịp tim, duy trì nhịp tim và máy khử rung tim, nhằm phục hồi nhịp tim.
Khả năng sản xuất điện là trọng tâm của tiểu thuyết khoa học viễn tưởng The Power năm 2016 của Naomi Alderman. Trong cuốn sách, phụ nữ phát triển khả năng phóng điện từ ngón tay của họ, đủ mạnh để gây choáng hoặc gây chết người. Các loài cá như lươn điện Electrophorus electricus tạo ra điện trường mạnh với cơ xương bị biến đổi, các tế bào phóng điện xếp chồng lên nhau từ đầu đến cuối như các cục pin nằm trong cơ quan điện của chúng. Cuốn tiểu thuyết thực sự nhắc đến những loài cá như vậy và điện được tạo ra trong mô cơ vân.

### Ký sinh

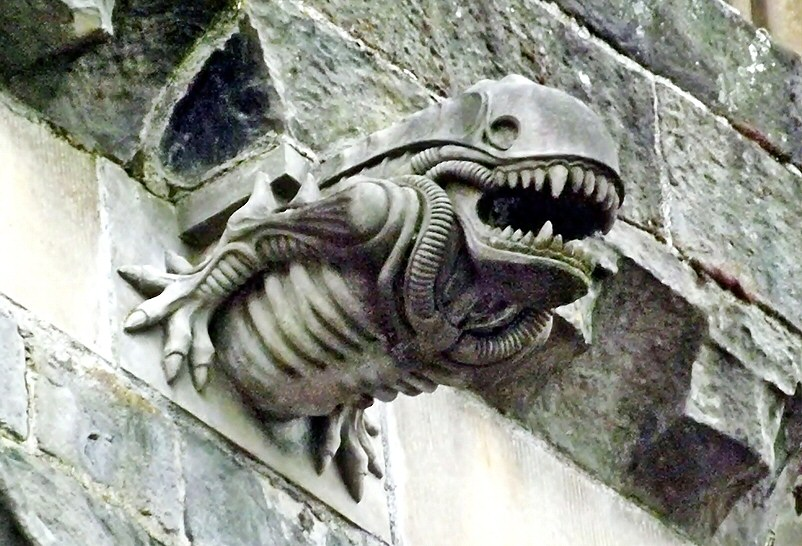
Một bức tượng gargoyle thập niên 1990 tại Tu viện Paisley giống như một con Xenomorph ký sinh từ phim Alien

Sinh vật ký sinh xuất hiện thường xuyên trong tác phẩm giả tưởng, từ thời cổ đại được thấy ở nhân vật thần thoại như Lilith uống máu và đề tài này nở rộ vào thế kỷ 19. Chúng gồm những con quái vật ngoài hành tinh ghê tởm có chủ ý trong các bộ phim khoa học viễn tưởng, mặc dù đôi khi chúng ít "khủng khiếp" hơn những ví dụ thực tế trong tự nhiên. Các tác giả và người viết kịch bản ở một mức độ nào đó đã khai thác mảng sinh học của ký sinh: các lối sống bao gồm vật ký sinh, ký sinh trùng biến đổi hành vi, ký sinh nuôi dưỡng, thiến bằng ký sinh và nhiều dạng ma cà rồng được tìm thấy trong sách và phim ảnh. Một số sinh vật ký sinh hư cấu, chẳng hạn như con Xenomorph ký sinh gây chết người trong phim Alien, đã trở nên nổi tiếng theo cách riêng của chúng. Những con quái vật đáng sợ rõ ràng rất cuốn hút: nhà văn Matt Kaplan lưu ý rằng chúng gây ra các dấu hiệu căng thẳng bao gồm nhịp tim tăng và đổ mồ hôi, nhưng mọi người vẫn tiếp tục say mê những tác phẩm như vậy. Kaplan so sánh điều này với chứng "khổ dâm" khi thích ăn đồ cay nóng, gây bỏng miệng, đổ mồ hôi và chảy nước mắt. Nhà tâm lý học Paul Rozin đề xuất rằng thật vui khi thấy cơ thể của chính mình phản ứng như thể đang căng thẳng trong khi biết rằng sẽ không có tác hại thực sự nào xảy ra.

### Cộng sinh
Cộng sinh xuất hiện trong tác phẩm giả tưởng, đặc biệt là khoa học viễn tưởng như một tình tiết cốt truyện. Nó được phân biệt với một đề tài tương tự là ký sinh vật hư cấu bởi lợi ích chung cho các sinh vật liên quan. Trong khi ký sinh gây hại cho vật chủ của nó, các sinh vật cộng sinh hư cấu thường trao sức mạnh đặc biệt cho vật chủ. Sau chiến tranh thế giới thứ hai, khoa học viễn tưởng chuyển sang các mối quan hệ tương hỗ hơn, như trong cuốn By Furies Possessed (1970) của Ted White, nhìn nhận người ngoài hành tinh một cách tích cực. Trong phim Chiến tranh giữa các vì sao: Tập I – Hiểm họa bóng ma, nhân vật Qui-Gon Jinn cho biết các dạng sống cực nhỏ được gọi là midi-chlorian nằm bên trong mọi tế bào sống, khi các nhân vật có đủ các vật cộng sinh này trong tế bào họ có thể cảm nhận và sử dụng Thần lực.

### Tập tính học

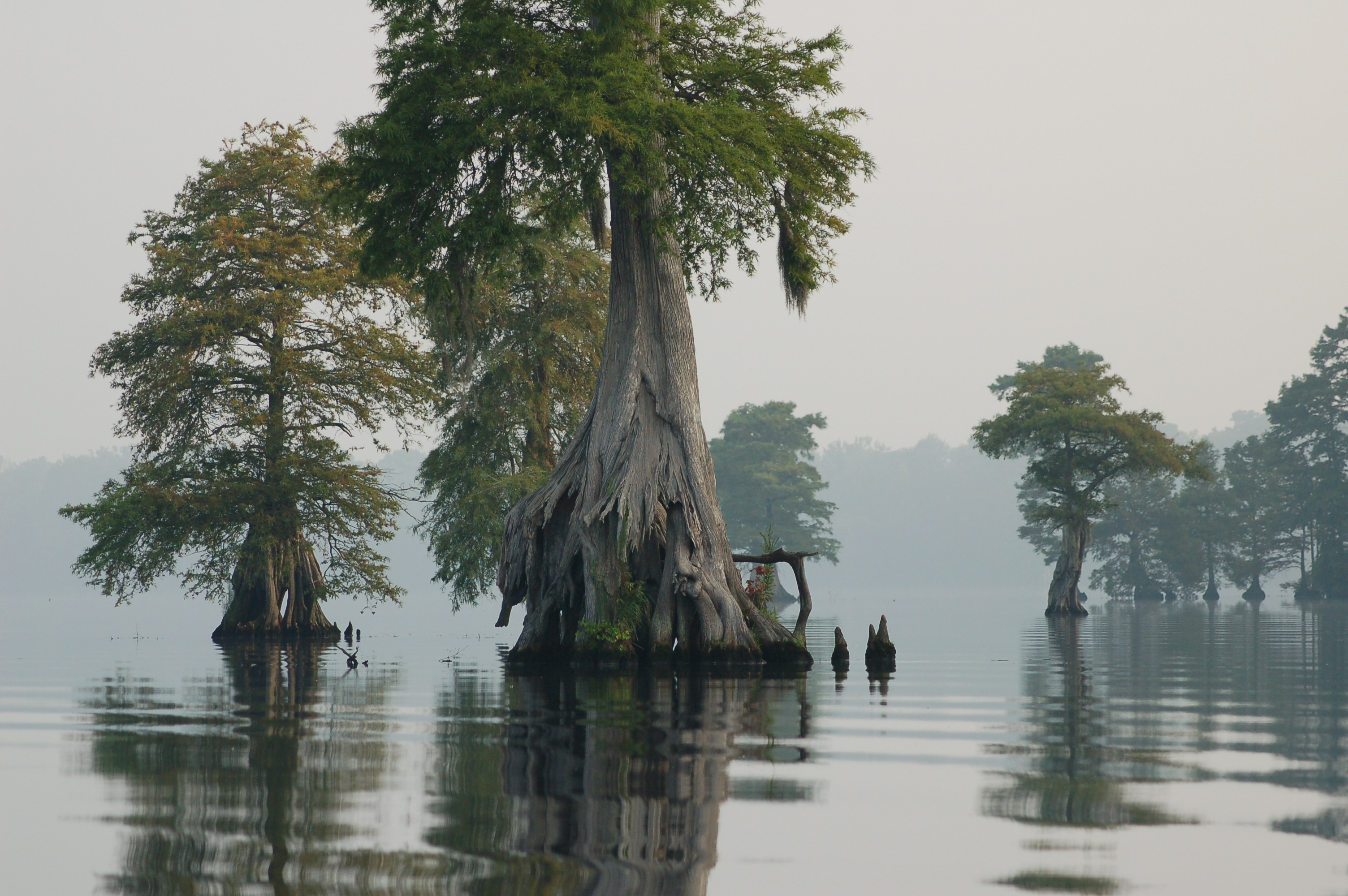
Cuốn tiểu thuyết năm 2018 Xa ngoài kia nơi loài tôm hát của Delia Owens lấy bối cảnh ở một đầm lầy Bắc Carolina, nơi nhân vật chính "cô gái đầm lầy" so sánh những người bạn trai ương ngạnh của cô ấy với "những tên khốn lén lút" mà cô ấy đọc được trong một bài báo về tập tính học.

Tập tính học (chuyên ngành sinh học nghiên cứu về hành vi động vật) xuất hiện trong cuốn tiểu thuyết năm 2018 Xa ngoài kia nơi loài tôm hát của nhà khoa học động vật hoang dã Delia Owens. Nhân vật chính tên Kya bị cha mẹ bỏ rơi năm 6 tuổi và lớn lên một mình trong đầm lầy ở Bắc Carolina, cô đã học cách ngụy trang và săn mồi từ những con vật ở đó. Người dân ở thị trấn địa phương gọi cô là "cô gái đầm lầy". Cô ấy đọc về tập tính học bao gồm một bài báo có nhan đề "Những tên khốn lén lút" (Sneaky Fuckers), sử dụng kiến thức của mình để điều khiển các mánh khóe và nghi thức hẹn hò của các chàng trai địa phương; và cô tự so sánh mình với một con đom đóm cái, loài sử dụng tín hiệu ánh sáng nhấp nháy được mã hóa của mình để dụ một con đực của loài khác đến chỗ chết, hoặc một con bọ ngựa cái, loài bắt đầu ăn đầu và ngực của bạn tình trong khi bụng của nó vẫn đang giao cấu với con đực. “Kya nghĩ, những con côn trùng cái biết cách cư xử với người tình của chúng.”

### Sinh thái học
Sinh thái học (chuyên ngành sinh học nghiên cứu về mối quan hệ giữa các sinh vật và giữa sinh vật với môi trường của chúng) xuất hiện trong các tiểu thuyết giả tưởng như Dune năm 1965 của Frank Herbert, Red Mars năm 1992 của Kim Stanley Robinson và MaddAddam năm 2013 của Margaret Atwood. Dune đưa sinh thái học vào bối cảnh trung tâm với cả một hành tinh đang chật vật với môi trường của nó. Các dạng sống của hành tinh gồm có giun cát khổng lồ kị nước và các loài động vật hình hài giống chuột có thể tồn tại trong điều kiện sa mạc của hành tinh. Với nội dung về sinh thái học, cuốn sách có tác động đến phong trào môi trường thời bấy giờ.
Vào thập niên 1970, tác động từ hoạt động của con người đối với môi trường đã kích thích một loại hình viết lách mới, giả tưởng sinh thái. Thể loại có hai nhánh: những câu chuyện về tác động của con người đối với thiên nhiên; và những câu chuyện về thiên nhiên (chứ không phải con người). Thể loại bao gồm những cuốn sách được viết theo phong cách từ chủ nghĩa hiện đại đến chủ nghĩa hiện thực huyền ảo và ở các thể loại từ chính thống đến lãng mạn và giả tưởng suy đoán. Tuyển tập tác phẩm giả tưởng sinh thái năm 1978 bao gồm các tác phẩm thế kỷ 19 và 20 của nhiều tác giả như Ray Bradbury, John Steinbeck, Edgar Allan Poe, Daphne du Maurier, E. B. White, Kurt Vonnegut, Frank Herbert, Saki, J. G. Ballard và Isaac Asimov.

### Sinh vật hư cấu

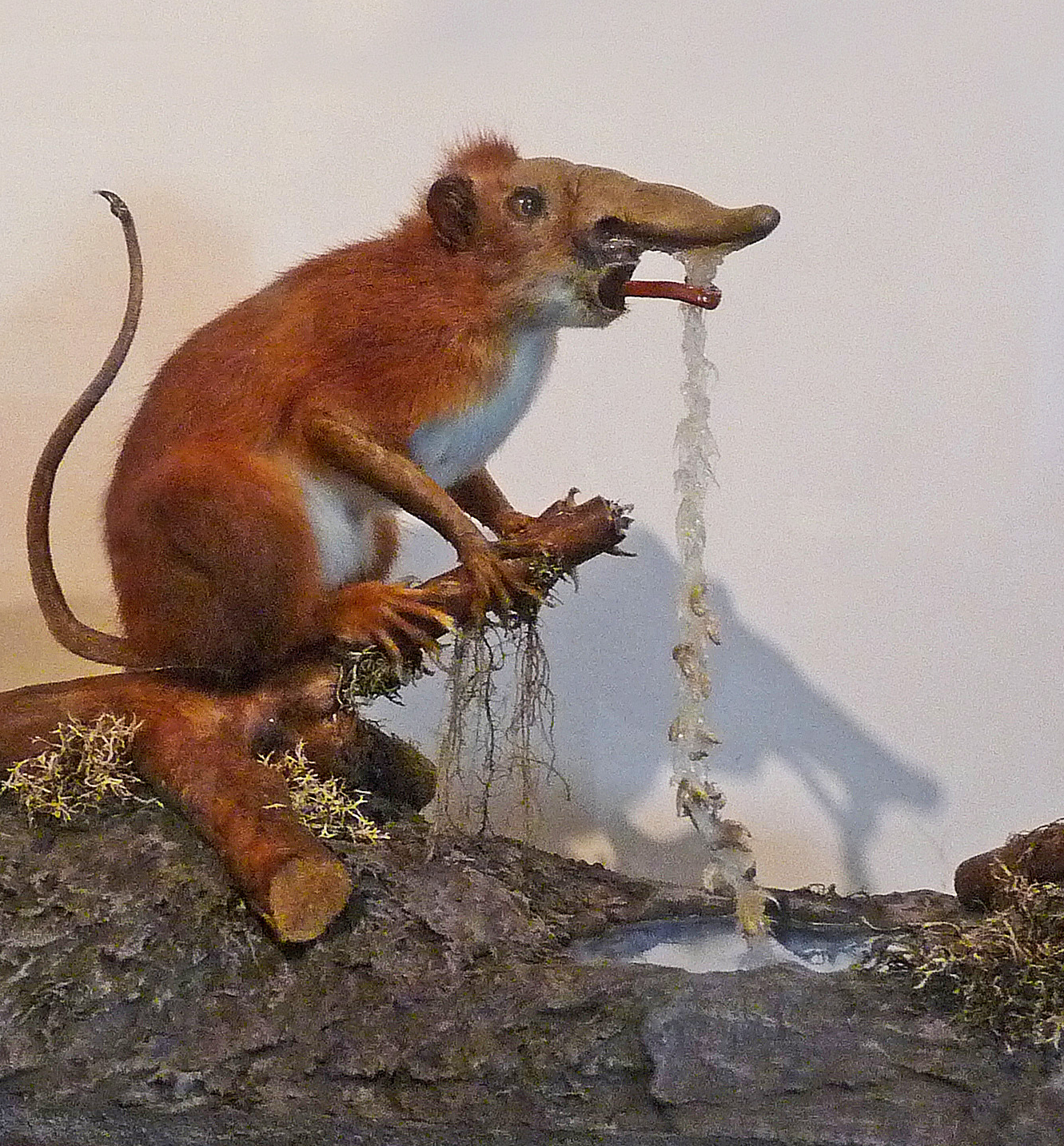
Một mẫu vật nhồi bông giả của một con Rhinogradentia được phát minh bởi nhà động vật học người Đức Gerolf Steiner

Tác phẩm giả tưởng, đặc biệt là khoa học viễn tưởng, đã tạo ra một số lượng lớn các loài hư cấu, cả người ngoài hành tinh và sinh vật trên trái đất. Một nhánh của giả tưởng, tiến hóa suy đoán hoặc sinh học suy đoán bao gồm việc thiết kế các sinh vật tưởng tượng trong những tình huống cụ thể; điều này đôi khi được hỗ trợ bởi khoa học thật sự.

## Chức năng
Sinh học hư cấu phục vụ nhiều chức năng trong phim ảnh và văn học, tính cả cả việc đem tới những con quái vật đáng sợ phù hợp, truyền đạt thế giới quan của tác giả, và tạo ra người ngoài hành tinh cho các câu chuyện dụ ngôn sinh học để làm sáng tỏ như thế nào là con người. Sinh học thực tế, chẳng hạn như các bệnh truyền nhiễm, cung cấp nhiều bối cảnh khác nhau, từ cá nhân đến cực kỳ đen tối để có thể được khai thác trong tác phẩm giả tưởng.

### Quái vật và người ngoài hành tinh
Một cách sử dụng phổ biến của sinh học hư cấu trong khoa học viễn tưởng là cung cấp các loài ngoài hành tinh có vẻ hợp lý, đôi khi chỉ đơn giản là những đối tượng đáng sợ, nhưng đôi khi nhằm mục đích phản ánh nhiều điều khác. Các loài ngoài hành tinh bao gồm Người sao Hỏa của H. G. Wells trong cuốn tiểu thuyết The War of the Worlds năm 1898, quái vật mắt bọ của khoa học viễn tưởng đầu thế kỷ 20, vật ký sinh đáng sợ, và nhiều loại côn trùng khổng lồ, đặc biệt là trong những bộ phim đề tài côn trùng lớn đầu thế kỷ 20.
Người ngoài hành tinh hình người rất phổ biến trong khoa học viễn tưởng. Một nguyên nhân là các tác giả sử dụng ví dụ duy nhất về dạng sống thông minh mà họ biết: con người. Nhà động vật học Sam Levin chỉ ra rằng người ngoài hành tinh thực sự có thể có hơi hướng giống con người do chọn lọc tự nhiên. Luis Villazon chỉ ra rằng động vật di chuyển nhất thiết phải có mặt trước và mặt sau; đối với các loài động vật đối xứng hai bên trên Trái Đất, những cơ quan cảm giác có xu hướng tập trung ở phía trước vì chúng gặp phải các kích thích ở đó, gây ra tiến hóa ở đầu. Chân giảm ma sát và các chân đối xứng hai bên giúp phối hợp dễ dàng hơn. Villazon lập luận rằng các sinh vật có tri giác có thể sử dụng công cụ, trong trường hợp đó chúng cần có tay và ít nhất hai chi khác để đứng vững. Tóm lại, nhìn chung sinh vật ấy có thể có hình dạng giống người, mặc dù cũng có thể có cơ thể giống bạch tuộc hoặc sao biển.
Nhiều loài thực vật hư cấu đã được tạo ra trong thế kỷ 20, bao gồm cả loài triffid có nọc độc, biết đi và ăn thịt của John Wyndham trong cuốn tiểu thuyết The Day of the Triffids năm 1951 của ông. Ý tưởng về những loài thực vật có thể tấn công một du khách thiếu thận trọng bắt đầu từ cuối thế kỷ 19; những củ khoai tây trong cuốn Erewhon của Samuel Butler có "độ xảo quyệt thấp". Những câu chuyện đầu tiên gồm có The Man-Eating Tree năm 1881 của Phil Robinson với những chiếc bẫy ruồi khổng lồ của nó, The Devil-Tree of El Dorado năm 1897 của Frank Aubrey và Purple Terror năm 1899 của Fred White. Truyện The Willows năm 1907 của Algernon Blackwood kể về những cái cây độc ác thao túng tâm trí con người.

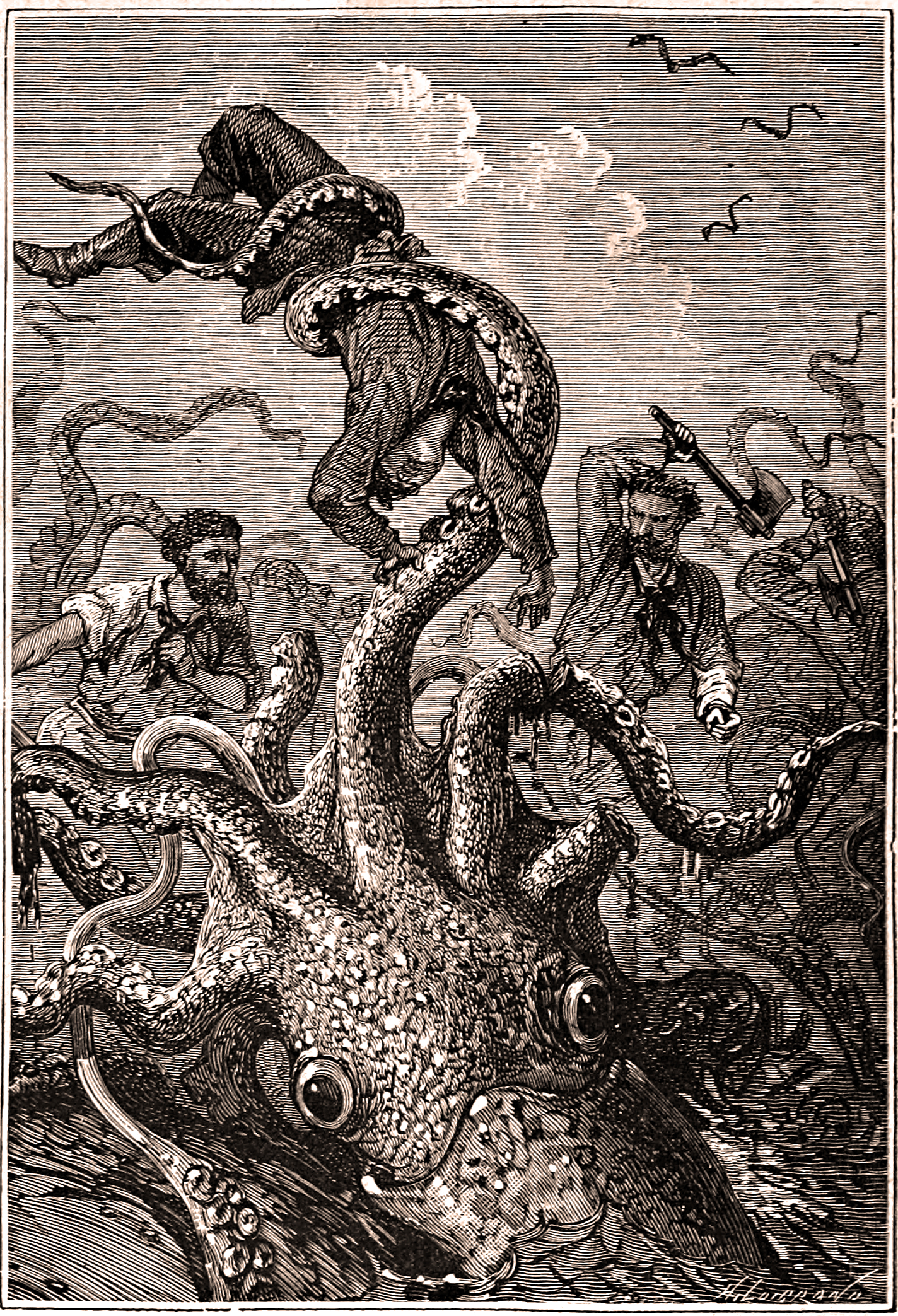
Quái vật biển giống động vật chân đầu trong tác phẩm Hai vạn dặm dưới biển của Jules Verne, minh họa bởi Alphonse de Neuville năm 1871
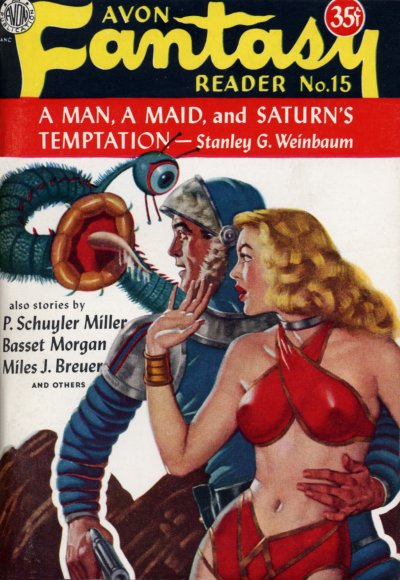
Một con quái vật mắt bọ, một trò lố của khoa học viễn tưởng thời kỳ đầu. Hình minh họa cho truyện "A Man, A Maid, and Saturn's Temptation" (1951) của Stanley G. Weinbaum.
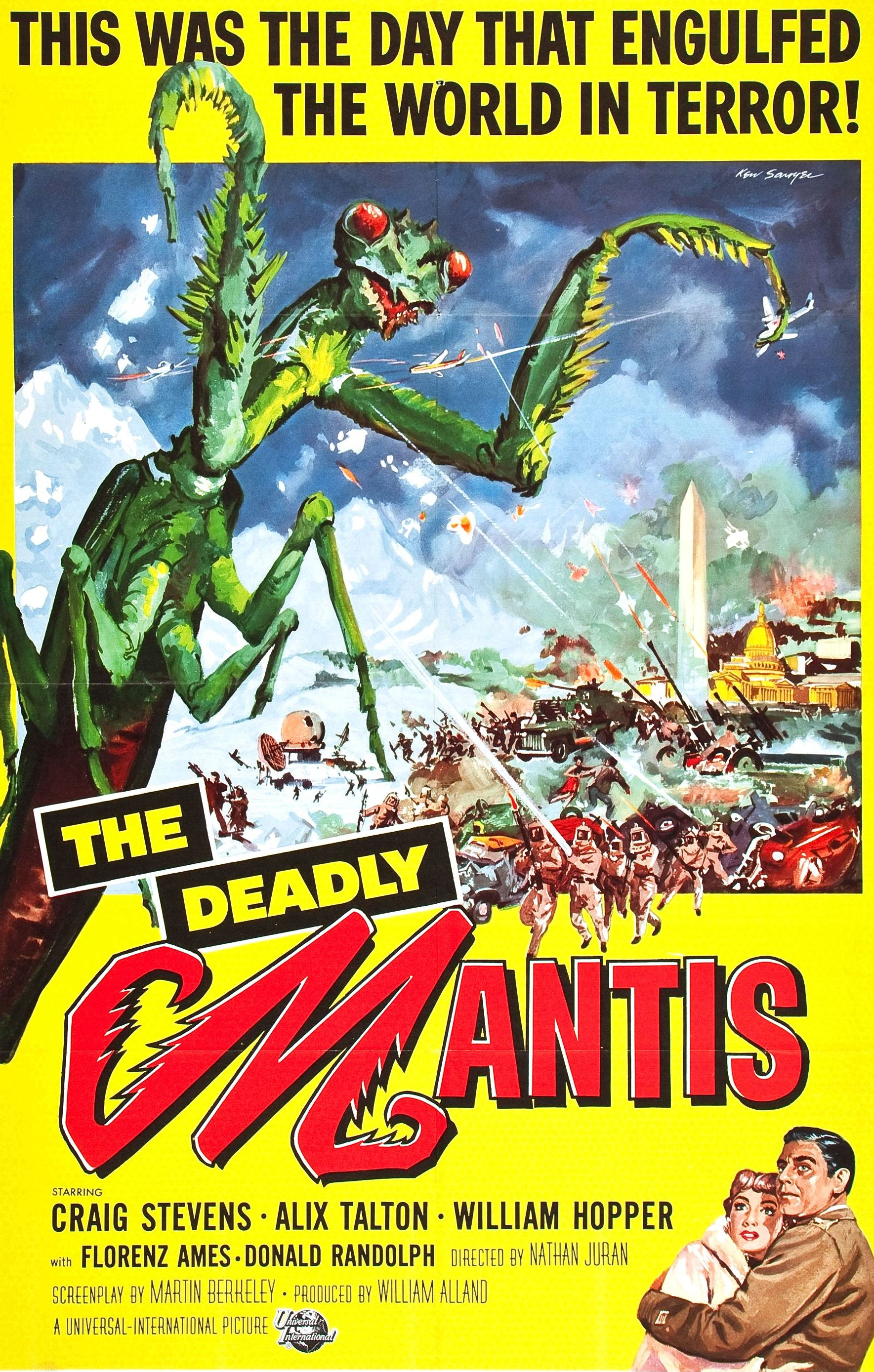
Phim đề tài côn trùng khổng lồ: Áp phích của Reynold Brown cho phim The Deadly Mantis năm 1957 của Nathan H. Juran
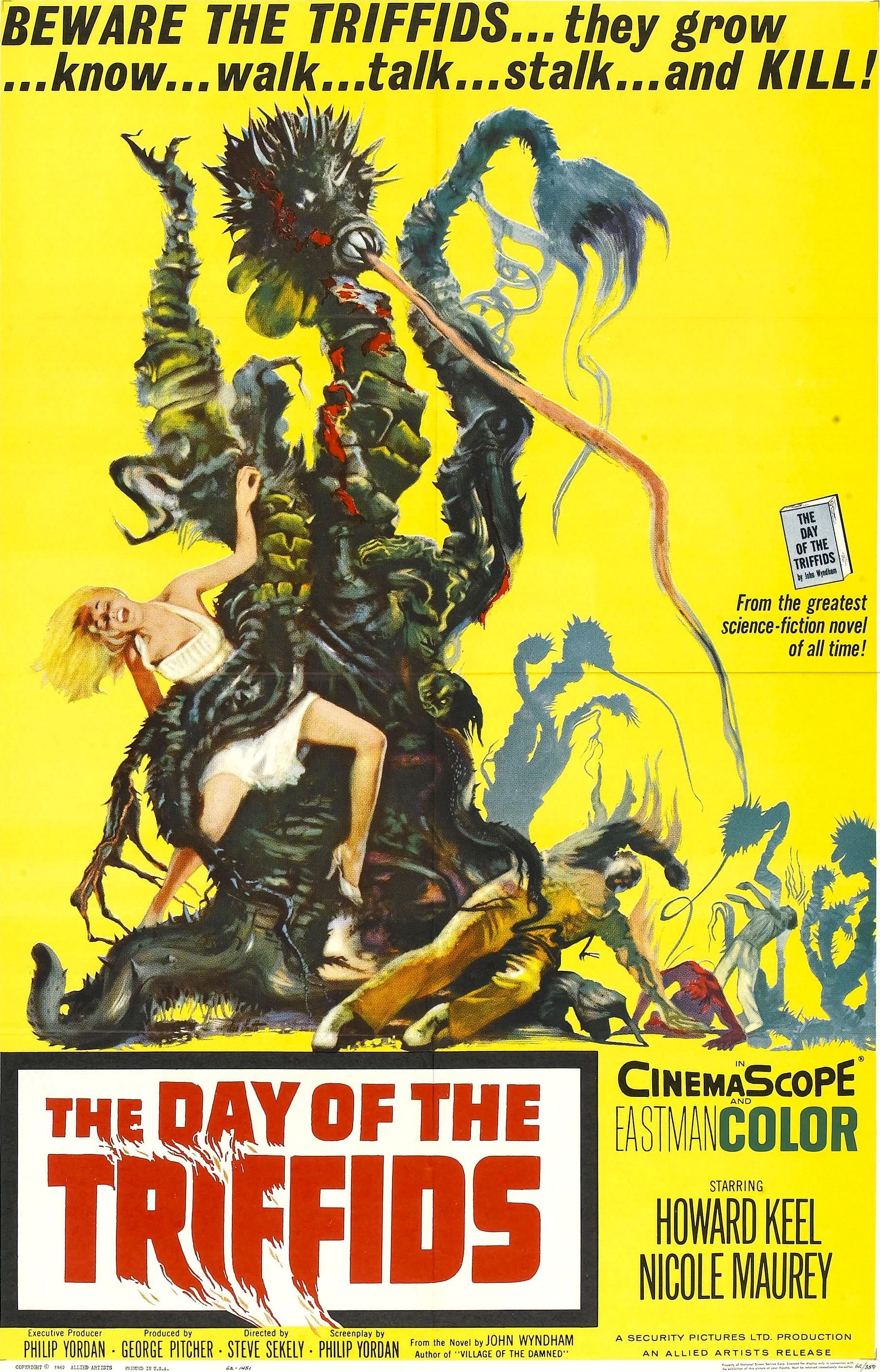
Cây ăn thịt người: Áp phích năm 1962 của Steve Sekely cho bộ phim chuyển thể từ tiểu thuyết The Day of the Triffids năm 1951 của John Wyndham

### Lạc quan và bi quan

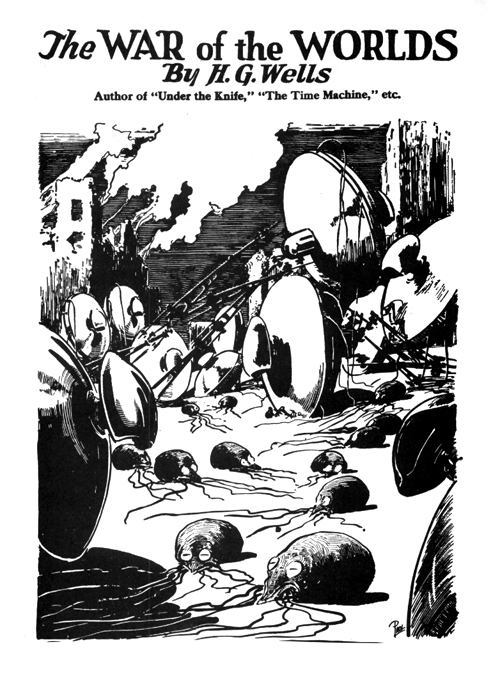
Cuốn sách The War of the Worlds năm 1898 của H. G. Wells gây ấn tượng bi quan về tiến hóa của loài người.

Chủ đề chính của khoa học viễn tưởng và sinh học suy đoán là truyền tải thông điệp lạc quan hay bi quan tùy theo thế giới quan của tác giả. Trong khi tầm nhìn lạc quan về tiến bộ công nghệ là đủ phổ biến trong tiểu thuyết khoa học nặng, thì quan điểm bi quan về tương lai của loài người lại phổ biến hơn nhiều trong tiểu thuyết dựa trên sinh học.
Một lưu ý lạc quan hiếm hoi được ghi nhận bởi nhà sinh vật học tiến hóa J. B. S. Haldane trong câu chuyện The Last Judgement, nằm trong tuyển tập Possible Worlds. Cả Childhood's End năm 1953 của Arthur C. Clarke và Galaxies Like Grains of Sand năm 1959 của Brian Aldiss cũng tưởng tượng lạc quan rằng con người sẽ phát triển khả năng tiếp thu tinh thần giống như thần thánh.
Những khả năng nghiệt ngã của sự tiến hóa theo thuyết Darwin với quan điểm "sự sống sót của kẻ thích nghi nhất" đã được khám phá nhiều lần ngay từ những ngày đầu tiên của khoa học viễn tưởng, như trong các tiểu thuyết The Time Machine (1895), The Island of Dr Moreau (1896), và The War of the Worlds (1898) của H. G. Wells; tất cả những tác phẩm này đều bi quan những hậu quả thảm khốc có thể xảy ra từ những mặt tối của bản chất con người trong cuộc đấu tranh sinh tồn. Cuốn tiểu thuyết Brave New World năm 1931 của Aldous Huxley cũng mang nét u ám tương tự về những hậu quả nặng nề của những tiến bộ trong kỹ thuật di truyền áp dụng cho sinh sản con người.

### Dụ ngôn sinh học

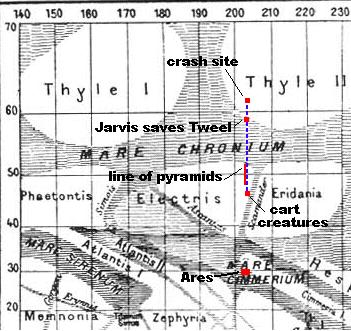
Hành trình xuyên sao Hỏa của nhân vật chính trong A Martian Odyssey năm 1934 của Stanley Weinbaum

Nhà phê bình văn học Helen N. Parker đề xuất vào năm 1977 rằng sinh học suy đoán có thể đóng vai trò như những câu chuyện dụ ngôn sinh học làm sáng tỏ tình trạng con người. Một câu chuyện dụ ngôn như vậy đưa người ngoài hành tinh và con người tiếp xúc với nhau, cho phép tác giả nhìn nhân loại từ góc nhìn của người ngoài hành tinh. Parker lưu ý rằng viết nhiều về đề tài này là điều khó khăn nên chỉ có một số tác giả lớn đã thử nó, có thể kể đến Stanley Weinbaum, Isaac Asimov, John Brunner và Ursula Le Guin. Theo quan điểm của bà, tác phẩm của cả bốn người đều có đầy đủ đặc điểm ấn tượng của người ngoài hành tinh. Weinbaum đã tạo ra một "phép phân loại kỳ lạ" gồm những sinh vật thông minh, không như loài Draconian giống cua nhưng đã tuyệt chủng của Brunner. Bà nhận định rằng điều thống nhất giữa bốn nhà văn là các tiểu thuyết tập trung vào tương tác giữa người ngoài hành tinh và con người, tạo ra tương đồng sâu sắc giữa hai loại sự sống và từ đó bình luận về loài người hiện tại và trong tương lai. Cuốn sách A Martian Odyssey năm 1934 của Weinbaum khám phá câu hỏi làm thế nào người ngoài hành tinh và con người có thể giao tiếp với nhau, vì quá trình suy nghĩ của họ hoàn toàn khác nhau. The Gods Themselves năm 1972 của Asimov vừa tạo ra các nhân vật chính là người ngoài hành tinh, vừa khám phá các vũ trụ song song. Total Eclipse năm 1974 của Brunner tạo ra cả một thế giới toàn người ngoài hành tinh, ngoại suy từ các mối đe dọa trên mặt đất.
Trong cuốn The Left Hand of Darkness năm 1969, Le Guin trình bày tầm nhìn của bà về một vũ trụ gồm các hành tinh đều có "đàn ông", là hậu duệ của hành tinh Hain. Trong cuốn sách, đại sứ Genly Ai từ thế giới Ekumen văn minh đến thăm những người "lạc hậu và hướng nội" Gethen nhưng lại rơi vào nguy hiểm, từ đó anh ta trốn thoát bằng cách băng qua chỏm băng vùng cực trong một chuyến thám hiểm tuyệt vọng nhưng được lên kế hoạch chu đáo với Đại pháp quan Gethenian tên Estraven bị lưu đày. Họ là loài lưỡng tính hay không có giới tính cố định và trải qua các giai đoạn động dục (được gọi là "kemmer") mà vào lúc ấy, một cá thể tạm thời hoạt động như đực hoặc cái, phụ thuộc vào việc chúng có tiếp xúc đầu tiên với bạn tình có hoạt động dưới dạng đực hoặc cái trong giai đoạn kemmer của chúng hay không. Theo Parker, sinh học được phát minh để phản ánh và minh họa cho tính hai mặt đối lập nhưng thống nhất của Đạo giáo như ánh sáng và bóng tối, nam tính và nữ tính, âm và dương. Vì thế các nhân vật đối lập của Genly Ai với các báo cáo khách quan cẩn thận của anh ta và của Estraven với cuốn nhật ký cực kỳ riêng tư của anh ấy hoặc cô ấy cũng vậy, khi câu chuyện mở ra, soi sáng nhân loại thông qua cuộc phiêu lưu kỳ lạ và khoa học viễn tưởng.

### Cấu trúc và chủ đề

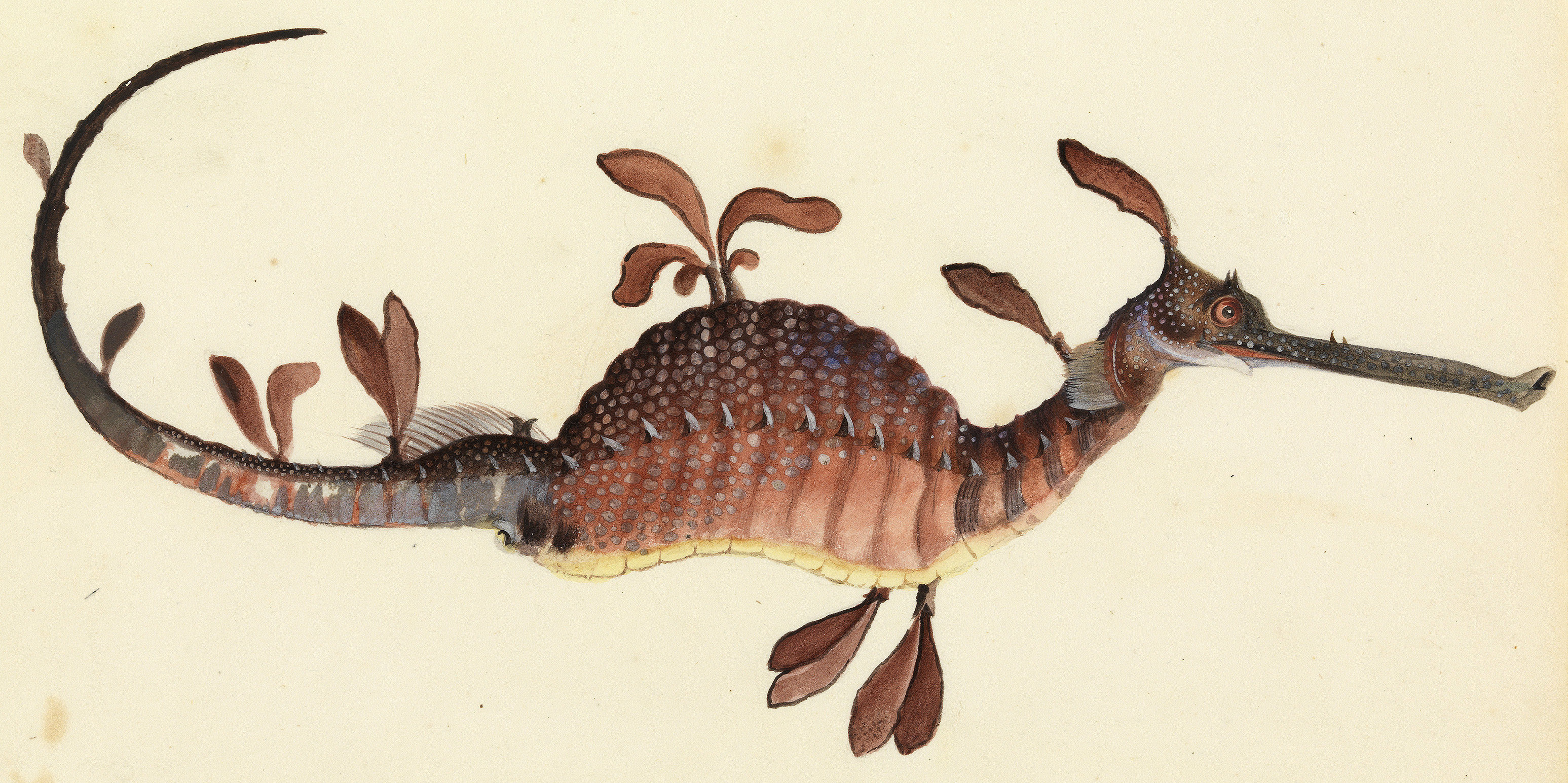
"Rồng biển gắn lá" (thực tế là hải long cỏ) từ cuốn Sketchbook of fishes của William Buelow Gould (khoảng năm 1832) được Richard Flanagan sử dụng trong cuốn tiểu thuyết năm 2001 Gould's Book of Fish

Tiểu thuyết hiện đại đôi khi sử dụng sinh học để xây dựng cấu trúc và các chủ đề. Tác phẩm Der Tod in Venedig năm 1912 của Thomas Mann liên hệ cảm xúc của nhân vật chính với sự bùng phát của đại dịch tả, căn bệnh cuối cùng đã lấy mạng anh ta. Cuốn tiểu thuyết năm 2001 Gould's Book of Fish của Richard Flanagan sử dụng các hình minh họa từ cuốn sách 26 bức tranh về cá của nghệ sĩ và tù nhân William Buelow Gould cho dòng tiêu đề chương và là nguồn cảm hứng cho các nhân vật khác nhau trong cuốn tiểu thuyết.

## Chủ nghĩa hiện thực
Nhà di truyền học Dan Koboldt nhận xét rằng khoa học trong khoa học viễn tưởng thường bị đơn giản hóa quá mức, củng cố những giai thoại phổ biến đến mức "hư cấu thuần túy". Trong lĩnh vực di truyền học của mình, ông đưa ra các ví dụ về ý tưởng rằng những người họ hàng cấp một có tóc, mắt và mũi giống nhau và tương lai của một người được dự đoán bởi mã di truyền của họ, như ông nói về phim Gattaca. Koboldt chỉ ra rằng màu mắt thay đổi khi trẻ lớn lên: người lớn mang mắt xanh lục hoặc nâu thường có mắt xanh khi còn bé; rằng cha mẹ mắt nâu có thể sinh con mắt xanh và ngược lại; rằng sắc tố nâu melanin được kiểm soát bởi khoảng 10 gen khác nhau, do đó tính di truyền dọc có tính quang phổ chứ không luôn luôn giữ nguyên màu mắt từ bố mẹ. Các tác giả khác trong tuyển tập Putting the Science in Fiction đã chỉ ra rất nhiều lỗi trong việc mô tả các ngành khoa học sinh học khác.